# Grottes de Bétharram
Pour les articles homonymes, voir Bétharram.
Les grottes de Bétharram [betaʁam] sont un ensemble de grottes françaises situées en limite des départements des Pyrénées-Atlantiques (région Nouvelle-Aquitaine) et des Hautes-Pyrénées (région Occitanie).
Leur visite à pied, en barque, puis en petit train, permet de découvrir les caractéristiques de la formation des grottes associées à un réseau hydrologique souterrain.

## Situation
Les grottes de Bétharram sont situées au pied du flanc nord du Cébéri (891 m d'altitude), dans le nord du massif de Saint-Pé-de-Bigorre,,, à 11 km à l'ouest de Lourdes et 30 km au sud-est de Pau.
Leur emprise s'étend sur les communes d'Asson et de Lestelle-Bétharram, dans les Pyrénées-Atlantiques, et de Saint-Pé-de-Bigorre, dans les Hautes-Pyrénées.

## Description
Le réseau est constitué de deux grottes séparées, Bétharram et Mélat, qui convergent vers un seul lieu d'exutoire. Ce système karstique est creusé en étagement.
La grotte de Bétharram a un dénivelé de 115 m pour un développement connu de 7 121 m ; son développement estimé avoisine les 8 250 m. La grotte de Mélat a un dénivelé de 54 m pour un développement connu de 1 060 m.
L'entrée principale de la grotte de Bétharram est la perte de la Mousquère sur la commune d'Asson, à 300 m au sud-ouest du hameau du Cot de Bellocq et 700 m à l'ouest de l'entrée de la visite des grottes (distances à vol d'oiseau). La rivière souterraine s'écoule vers l'est, pour ressortir à l'air libre près du hameau de Mélat sur Saint-Pé-de-Bigorre, en rive gauche (côté ouest) du gave de Pau,,. Son exutoire est fait de multiples exsurgences : « les Aygues de Mélat ».

## Histoire
Découverte en 1810, c'est l'une des premières grottes ouvertes au public. Dès 1880, les Anglais résidant à Pau venaient s'y aventurer grâce à l'aide du meunier Lasbats de Lestelle-Bétharram. Après quelques années de travaux, Léon Ross, artiste peintre et un des premiers photographes des Pyrénées, les ouvre au public en 1903. Dès l'ouverture, il les électrifie tout en faisant profiter la population des alentours de ce nouveau confort : la lumière.[réf. nécessaire]
Le réseau du Mélat est découvert en 1971 par le groupe spéléologique des explorations des sources du Mélat de Jacques Bauer.

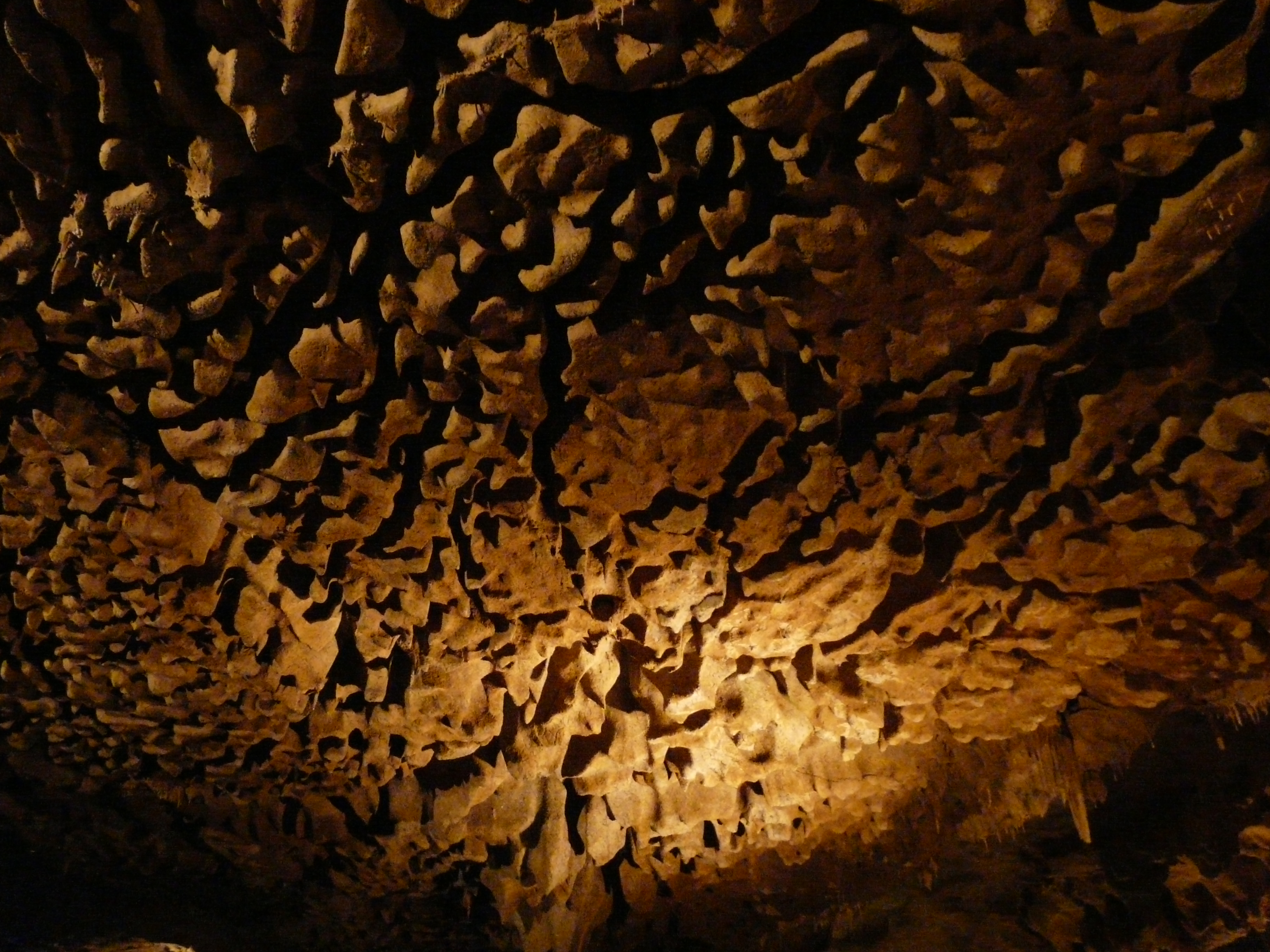
Le plafond strié.

## Tourisme
Un parcours souterrain de 2,8 km permet de visiter les trois étages de galeries creusées par la rivière dans la montagne calcaire. La partie supérieure, la plus vaste, formée de grandes salles communiquant largement entre elles, est surtout intéressante par ses plafonds spongieux, parfois de grande portée. L'ancien lit de la rivière, que l'on parcourt ensuite, est une fissure étroite et profonde dans laquelle se remarquent d'intéressants phénomènes d'érosion. L'étage inférieur correspond au niveau actuel de la rivière que l'on suit un moment en barque. Un tunnel long de 400 m ramène à l'air libre.[réf. nécessaire]
Parmi les sites naturels de la région Nouvelle-Aquitaine, le site se classe quatrième en termes de fréquentation touristique en 2018 avec 150 000 visiteurs.